# AC/DC (video)
AC/DC er en video af det australske hård rock-band af samme navn. Videoen blev udgivet i 1989, men kun i Australien. Alle klip fra videoen kan nu findes på DVD'en Family Jewels.

## Spor
1. "High Voltage"
2. "Jailbreak"
3. "Let There Be Rock"
4. "Riff Raff"
5. "Dog Eat Dog"
6. "Highway To Hell"
7. "Shot Down In Flames"
8. "Touch Too Much"
9. "If You Want Blood (You've Got It)"

Alle sangene er skrevet af Angus og Malcolm Young samt Bon Scott.

## Musikere
- Bon Scott – Vokal
- Angus Young – Lead guitar
- Malcolm Young – Rytmeguitar, bagvokal
- Cliff Williams – Bas, bagvokal
- Phil Rudd – Trommer
- Mark Evans – Bas på "Jailbreak" og "High Voltage".